# Philadelphia Tapers 1962-1963
La stagione 1962-63 dei Philadelphia Tapers fu la 2ª e ultima nella ABL per la franchigia.
Al momento del fallimento della lega, i Philadelphia Tapers erano quinti con un record di 10-18.

## Roster
| N° | Naz.                   | Ruolo | Sportivo         | Anno | Alt. | Peso |
| -- | ---------------------- | ----- | ---------------- | ---- | ---- | ---- |
|    | Stati Uniti (bandiera) | C     | Lou Alix         |      | 206  | 95   |
|    | Stati Uniti (bandiera) | A     | Sylvester Blye   | 1938 | 196  | 107  |
|    | Stati Uniti (bandiera) | C     | Bill Chmielewski | 1941 | 206  | 107  |
|    | Stati Uniti (bandiera) | A     | Bob Clarke       | 1939 | 206  | 91   |
|    | Stati Uniti (bandiera) | G     | Cleo Hill        | 1938 | 185  | 84   |
|    | Stati Uniti (bandiera) | GA    | Andy Johnson     | 1932 | 196  | 98   |
|    | Stati Uniti (bandiera) | G     | Roger Kaiser     | 1938 | 183  | 86   |
|    | Stati Uniti (bandiera) | A     | Bruce Spraggins  | 1940 | 196  | 85   |
|    | Stati Uniti (bandiera) | G     | Roger Taylor     | 1937 | 183  | 79   |
|    | Stati Uniti (bandiera) | G     | Ralph Wells      | 1940 | 185  | 82   |
|    | Stati Uniti (bandiera) | A     | Leroy Wright     | 1938 | 206  | 98   |

## Staff tecnico
- Allenatore: Mario Perri